# Setomaa-musea
De Setomaa-musea (Estisch: Setomaa Muuseumid) is een organisatie in Estse provincie Setomaa die vier musea en een restaurant beheert.

## Musea
De gebouwen die onder hun beheer vallen, zijn:
- Värska-boerderijmuseum – een museum gevestigd in een versterkt boerderijcomplex[2]
- Generaal Reek-huis – een museumwoning van generaal Nikolai Reek[3]
- Saatse-museum – een streekmuseum in Saatse[4]
- Obinitsa-museum – een museum gewijd aan de Seto-cultuur[5]
- Seto Tsäimaja – een restaurant met traditionele Seto-gerechten[6]